# La Villedieu (Lozère)
La Villedieu è un comune francese di 40 abitanti situato nel dipartimento della Lozère nella regione dell'Occitania.

## Società

### Evoluzione demografica
Abitanti censiti